# 의정대신
의정대신(議政大臣)은 조선 말기와 대한제국 내각의 최고 책임자이며 조선 말기 의정부와 통리기무아문의 장관이다. 1894년 갑오개혁에 의해 최고 관직인 의정부의 영의정(領議政)이 총리대신(總理大臣)으로 바뀌었다가, 총리대신이 1896년 9월에는 의정부 의정대신으로 바뀌었고, 의정부 의정대신은 1907년 6월에 내각총리대신으로 바뀌었다.

## 대한제국의 역대 의정대신
- 1. 심순택(沈舜澤) : 1897년 8월 조선 의정대신, 1897년 10월 대한제국 초대 의정대신, 1898년, 1901년, 1902년
- 2. 김병시(金炳始) : 1896년 9월 ~ 1897년 4월 조선 의정대신, 1898년 7월 대한제국 의정대신
- 3. 윤용선(尹容善) : 1898년 10월, 1899년, 1900년, 1901년, 1902년, 1903년
- 4. 조병세(趙秉世) : 1898년 11월
- 5. 이근명(李根命) : 1903년, 1904년, 1905년
- 6. 조병식(趙秉式, 서리) : 1905년
- 7. 박제순(朴齊純, 서리) : 1905년
- 8. 이완용(李完用, 서리) : 1905년
- 9. 민영규(閔泳奎) : 1906년
- 10. 조병호(趙秉鎬) : 1906년, 1907년

## 참조
1. ↑  《고종실록》 34년(1897) 12월 8일 3번째 기사

## 같이 보기
- 영의정
- 의정부
- 군국기무처
- 총리대신
- 내각총리대신